# Davea delphinensis
Davea delphinensis là một loài bướm đêm trong họ Erebidae.